# Guy Boyd
Guy Boyd (Chicago, 15 april 1943) is een Amerikaans acteur.

## Biografie
Boyd is getrouwd en heeft twee kinderen, onder wie acteur John Boyd.

## Filmografie

### Films
Selectie:
- 2020 I'm Thinking of Ending Things - als de Conciërge
- 2019 The Report - als senator Saxby Chambliss
- 2016 Certain Women - als advocaat
- 2014 While We're Young - als bar patron
- 2014 Foxcatcher - als Henry Beck
- 2007 The Savages – als Bill Lachman
- 1992 Sister Act – als detective Tate
- 1991 Past Midnight – als Todd Canipe
- 1990 Pacific Heights – als politieagent
- 1989 Little Sweetheart – als de sheriff
- 1987 No Man's Land – als Jaws
- 1986 Lucas – als coach
- 1985 Target – als Clay
- 1984 Body Double – als detective Jim McLean
- 1984 Tank  – als sergeant Wimofsky
- 1983 Streamers – als Rooney
- 1981 Only When I Laugh – als boksfan in bar

### Televisieseries
Uitgezonderd eenmalige gastrollen.
- 2021-2024 American Rust - als rechter Paronne - 5 afl.
- 2022 The Girl from Plainville - als dr. Peter Breggin - 2 afl.
- 2019 The Loudest Voice - als Chet Collier - 2 afl.
- 2018 Sharp Objects - als Clyde - 3 afl.
- 2016 The Young Pope - als aartsbisschop Kurtwell - 4 afl.
- 2006 Conviction – als ?? – 2 afl.
- 2000 – 2005 Law & Order – als Elston Norrell – 2 afl.
- 2001 Black Scorpion – als kapitein Henry Strickland - 22 afl.
- 1999 Hyperion Bay – als ?? – 5 afl.
- 1990 – 1991 Knots Landing – als Dic Lochner – 7 afl.
- 1990 Drug Wars: The Camarena Story – als George Gilliard – miniserie
- 1986 – 1988 Miami Vice – als Frank Hackman – 2 afl.
- 1988 Crime Story – als senator Baxter – 2 afl.
- 1987 – 1988 Beverly Hills Buntz – als luitenant James Pugh – 2 afl.
- 1985 The Atlanta Child Murders – als Mike Edwards – miniserie
- 1983 – 1984 Remington Steele – als majoor Percy Descoine – 2 afl.
- 1983 Hill Street Blues – als Bobby Shields – 2 afl.
- 1981 Ryan's Hope – als Hawkins – 2 afl.
- 1978 Loose Change – als Rob Kagan – miniserie

## Theaterwerk opBroadway
- 2007 – 2009 August: Osage County – als Charlie Aiken
- 1996 Sex and Longing – als senator Harry McCrea
- 1981 Rose – als Jake